# Ann Coffey
Margaret Ann Coffey, född Brown den 31 augusti 1946 i Inverness i Skottland, är en brittisk politiker (Change UK). Hon var ledamot av underhuset för Stockport mellan 1992 och 2019.
Coffey valdes in i parlamentet för Labour, men lämnade partiet i februari 2019 för att ansluta sig till Change UK.